# Kieren Perkins
Kieren John Perkins (Brisbane, 14 de agosto de 1973) é um nadador australiano, ganhador de 2 ouros olímpicos e considerado um dos maiores fundistas da história da natação mundial.
Cmeçou a nadar regularmente com 8 anos de idade como parte de uma recuperação de uma grave lesão da perna. Com 13 anos se tornou evidente o seu potencial, e com o treinador John Carew ganhou seu primeiro título nacional em 1989 e um título da Commonwealth em 1990. 
Em 1992 ele dominou os eventos de 1500m, batendo o recorde mundialque já vinha de longa data. Venceu os Jogos Olímpicos de Barcelona, baixando o recorde para a casa de 14m43s. Ele foi também o recordista mundial dos 400m, mas este foi quebrado pelo russo Yevgeny Sadovyi em Barcelona, relegando Perkins à prata.
Ns Jogos da Commonwealth em 1994 Perkins quebrou os recordes mundiais dos 400 m, 800 m, e 1500 m livres. O recorde dos 800 m foi quebrado ao nadar a prova de 1500m. O recorde dos 400 m durou até ser quebrado pelo fenomenal Ian Thorpe, em 1999, e os 800 metros e 1500 metros duraram até 2001, quebrados por Thorpe e Grant Hackett, respectivamente.
No total, Perkins foi recordista mundial dos 400m livres em 1992 e entre 1994 e 1999; dos 800m livres entre 1991 e 2001; e dos 1500m livres entre 1992 e 2001.
Foi eleito Nadador do Ano pela revista Swimming World Magazine em 1994.